# Gynoplistia siebersi
Gynoplistia siebersi là một loài ruồi trong họ Limoniidae. Chúng phân bố ở miền Australasia.